# NOAH New Departure
NOAH New Departure es un evento de lucha libre profesional anual promovido por Pro Wrestling Noah en 2010 y por CyberFight en 2025.

## Resultados

### 2010
NOAH New Departure 2010 tuvo lugar el 27 y 28 de agosto de 2010 desde el Kamisu Citizen Gymnasium en el día 1 y desde el Korakuen Hall en el día 2 en Tokio, Japón.

#### Día 1: 27 de agosto
- KENTA derrotó a Takashi Okita (9:11).
  - «Texas Cloverleaf Hold».
- Masao Inoue & Ricky Marvin besiegen Akira Taue & Jun Nishikawa (9:40)
  - «». nach einem Argentine Backbreaker von Inoue gegen Nishikawa.
- Yoshinobu Kanemaru & Genba Hirayanagi besiegen Katsuhiko Nakajima & Satoshi Kajiwara (12:01)
  - «». nach dem Shoryu Genba von Hirayanagi gegen Kajiwara.
- Go Shiozaki & Makoto Hashi besiegen Jun Akiyama & Kentaro Shiga (14:25)
  - «». nach dem Go Flasher von Shiozaki gegen Shiga.
- Takuma Sano besiegt Akitoshi Saito (12:14)
  - «». mit einem Face Kick.
- Yoshihiro Takayama besiegt Mohammed Yone (11:47)
  - «». mit einem Everest German Suplex Hold.
- Kensuke Sasaki, Takeshi Morishima & Kento Miyahara besiegen Takashi Sugiura, Shuhei Taniguchi & Atsushi Aoki (20:17)
  - «». nach einer Northern Light Bomb von Sasaki gegen Aoki.
  - Hayata cubrió a Kondo después de aplicarle un «Headache».

#### Día 2: 28 de agosto
- Ricky Marvin derrotó a Jun Nishikawa (5:39) 
  - Marvin cubrió a Nishikawa después de aplicarle un «Thrust Kick».
- Akira Taue & Kentaro Shiga derrotaron a Takashi Okita & Satoshi Kajiwara (10:40)
  - Shiga cubrió a Kajiwara con un «Backslide».
- Yoshihiro Takayama & Takuma Sano derrotaron a Mohammed Yone & Masao Inoue (14:56)
  - «». nach einem JackKnife Hold von Takayama gegen Inoue.
- Jun Akiyama, Akitoshi Saito & Atsushi Aoki derrotaron a Kensuke Sasaki, Katsuhiko Nakajima & Kento Miyahara (20:28)
  - «». nach einem Cross Armbreaker von Aoki gegen Miyahara.
- Go Shiozaki & Takeshi Morishima derrotaron a Takashi Sugiura & Shuhei Taniguchi (19:38)
  - Shiozaki cubrió a Taniguchi después de aplicarle un «Go Flasher».
- KENTA derrotó a Kotaro Suzuki (26:53) 
  - Kenta cubrió a Suzuki después de aplicarle un «Go 2 Sleep».
  - Este combate marcó el regreso de Suzuki después de 9 meses después de una lesión.
- Koji Kanemoto & Tiger Mask (c) derrotaron a Yoshinobu Kanemaru & Genba Hirayanagi reteniendo los Campeonatos en Parejas Peso Pesado Junior GHC (21:25).
  - Tiger cubrió a Hirayanagi con un «Tiger Suplex Hold».

### 2025
NOAH New Departure 2025 tuvo lugar el 19 y 20 de julio de 2025 desde el Korakuen Hall en Tokio, Japón. La transmisión se realizó en el servicio de televisión lineal en línea AbemaTV de CyberAgent y en el servicio de transmisión Wrestle Universe de CyberFight.
- Naomichi Marufuji & Daiki Odashima derrotaron a Kenta & Junta Miyawaki (12:51)
  - Odashima cubrió a Miyawaki con un «Rolling Olympic Hell I»
- Super Crazy & Los Golpeadores (Alpha Wolf & Dragon Bane) derrotaron a Hajime Ohara, Shuhei Taniguchi & Will Kroos (9:36)
  - Bane cubrió a Ohara después de aplicarle un «Twister Bane».
- Passionate Ratel's (Daiki Inaba, Manabu Soya, Saxon Huxley & Yuto Kikuchi) derrotaron a AMAKUSA, Black Menso-re, Eita & Ulka Sasaki (9:45)
  - Soya cubrió a Menso-re después de aplicarle un «Dando Lariat».
- Team 2000X (Daga & Takashi Sugiura) derrotaron a Atsushi Kotoge & Tetsuya Endo (9:12)
  - Daga cubrió a Kotoge después de aplicarle un «Diablo Wings».

Team 2000X (Jack Morris, Knull, Owadasan & Tadasuke) (con YoshiTatsu) derrotaron a All Rebellion (Alejandro, Galeno, Harutoki & Kaito Kiyomiya) (11:59)
- - Knull cubrió a Alejandro después de aplicarle un «ChokeSlam».
- Yo-Hey (c) derrotó a Hayata y retuvo el Campeonato Junior Peso Pesado GHC (14:55)
  - Yo-Hey cubrió a Hayata después de aplicarle un «Bamboo Dragonfly».
  - Después del combate, apareció Hiromu Takahashi para retar a Yo-Hey.
- Kenoh derrotó a OZAWA (c) por decisión del árbitro y ganó el Campeonato Peso Pesado GHC (22:11).[2]
  - El árbitro detuvo el combate después de que Kenoh noqueará a Ozawa con un «Super Octopus Kick».